# Карманово (село, Янаульський район)
Карма́ново (рос. Карманово, башк. Ҡарман) — село у складі Янаульського району Башкортостану, Росія. Адміністративний центр Кармановської сільської ради.
Населення — 1251 особа (2010; 1127 у 2002).
Національний склад:
- башкири — 77 %